# 软毛梳趾鼠
软毛梳趾鼠（学名：Pectinator spekei）是啮齿目梳齿鼠科的一种，分布于东非的吉布提、厄立特里亚、埃塞俄比亚和索马里等地，最早由英国动物学家爱德华·布莱斯描述。